# 日本辩护士联合会
35°40′28″N 139°45′13″E / 35.674344°N 139.753658°E
日本辯護士聯合會（日语：／ Nihon Bengoshi Rengoukai，英語： / 首字母縮寫：），也被稱為“日本律師聯合會”，是日本各律師公會的聯合組織。日本辯護士聯合會的簡稱為“日辯聯（日弁連）”。

## 法律地位
1949年，日本辯護士聯合會依據《辯護士法》第45條至第50條設立。它雖然與日本司法書士協會聯合會、日本土地家屋調查士協會聯合會一樣具有專業職能團體的性質，但它並不是一個特殊民間法人而是一個於辯護士自治下的團體。日本所有辯護士必須遵循日辯聯依據《辯護士法》第22條所制定的全部規章。
日本辯護士聯合會的經費依據會章第91條由會費、註冊會、贖罪寄付及其他收入組成。
按照規定，日本的地方律師公會是每個地方法院轄區內對應一個；因此北海道因為擁有札幌、旭川、釧路和函館等四個地方法院而設有四個律師公會。但東京都卻是一個例外，儘管東京只有一個地方法院，但是由於這裡集中了全國一半以上的註冊律師以及本地律師公會在二戰前因為會長選舉問題而產生過分裂。因此儘管依據現行《辯護士法》而禁止新的律師公會設立，但是東京的三個律師公會都被保留了下來。
在日本，所有辯護士或從事外國事務的辯護士必須通過加入日辯聯所轄52個地方律協所登記的事務所來執業。日本辯護士聯合會是一個強制參加的團體。

## 組織架構
截至2023年4月1日，日本辯護士聯合會在日本全國有52家地方律師公會組織；共計有44,961名辯護士及1,599辯護士法人成為其會員。除此之外，日辯聯還擁有4名沖繩特別會員和458名外國法事務辯護士及8家外國法事務辯護士法人。

### 決策機關
- 全體大會（総会）——日本辯護士聯合會的最高決議機關。

- 代議員會（代議員会）——審議對副會長、理事及監事的任免。

- 常務理事會（常務理事会）——審議各律師公會的規章制度等事項。

- 理事會（理事会）——審議日辯聯規章、全體大會議案及各意見書等事項。

### 執行機關
| 職務                       | 定員                                         | 姓名       | 其他頭銜         |
| -------------------------- | -------------------------------------------- | ---------- | ---------------- |
| 會長                       | 1名（任期2年） 會員直接選舉                  | 小林元治   | 東京律師協會     |
| 副會長                     | 15名（任期2年） 代議員會選舉 必須包括2名女性 | 松田純一   | 東京律師協會     |
| 副會長                     | 15名（任期2年） 代議員會選舉 必須包括2名女性 | 菰田優     | 第一東京律師協會 |
| 副會長                     | 15名（任期2年） 代議員會選舉 必須包括2名女性 | 戶田綾美   | 第二東京律師協會 |
| 副會長                     | 15名（任期2年） 代議員會選舉 必須包括2名女性 | 小川惠司   | 第二東京律師協會 |
| 副會長                     | 15名（任期2年） 代議員會選舉 必須包括2名女性 | 大多和曉   | 靜岡縣律師協會   |
| 副會長                     | 15名（任期2年） 代議員會選舉 必須包括2名女性 | 齊藤裕     | 新潟縣律師協會   |
| 副會長                     | 15名（任期2年） 代議員會選舉 必須包括2名女性 | 三木秀夫   | 大阪律師協會     |
| 副會長                     | 15名（任期2年） 代議員會選舉 必須包括2名女性 | 大脇美保   | 京都律師協會     |
| 副會長                     | 15名（任期2年） 代議員會選舉 必須包括2名女性 | 小川淳     | 愛知縣律師協會   |
| 副會長                     | 15名（任期2年） 代議員會選舉 必須包括2名女性 | 末永久大   | 山口縣律師協會   |
| 副會長                     | 15名（任期2年） 代議員會選舉 必須包括2名女性 | 宇加治恭子 | 福岡縣律師協會   |
| 副會長                     | 15名（任期2年） 代議員會選舉 必須包括2名女性 | 辻泰弘     | 佐賀縣律師協會   |
| 副會長                     | 15名（任期2年） 代議員會選舉 必須包括2名女性 | 伊東滿彦   | 仙台律師協會     |
| 副會長                     | 15名（任期2年） 代議員會選舉 必須包括2名女性 | 中村元弥   | 旭川律師協會     |
| 副會長                     | 15名（任期2年） 代議員會選舉 必須包括2名女性 | 籠池信宏   | 香川縣律師協會   |
| 事務總長                   | 1名（會長任命）                              | 谷真人     | 東京律師協會     |
| 事務次長                   | 7名（會長任命）                              | 石井邦尚   | 第二東京律師協會 |
| 事務次長                   | 7名（會長任命）                              | 服部千鶴   | 愛知縣律師協會   |
| 事務次長                   | 7名（會長任命）                              | 杉村亞紀子 | 東京律師協會     |
| 事務次長                   | 7名（會長任命）                              | 龜井真紀   | 第二東京律師協會 |
| 事務次長                   | 7名（會長任命）                              | 菊池秀     | 東京律師協會     |
| 事務次長                   | 7名（會長任命）                              | 佐内俊之   | 第一東京律師協會 |
| 事務次長                   | 7名（會長任命）                              | 下園剛由   | 日本辯護士聯合會 |
| 註：更新截至2023年4月1日。 |                                              |            |                  |

### 事務機關
- 事務局
  - 總務部（總務科、信息系統及設施管理科、財務科、人事科）
  - 審查部（審查第一科、審查第二科、審查第三科）
  - 法制部（法制第一科、法制第二科）
  - 人權部（人權第一科、人權第二科）
  - 業務部（業務第一科、業務第二科、業務第三科）
  - 企劃部（企劃科、廣報科、國際科）

- 調查室

- 廣報室

- 國際室

- 人權救濟調查室

- 日本司法支援中心（日语：日本司法支援センター）室

- 研修和事務支援室

- 日辯聯綜合研修中心

- 司法調查室

- 刑事調查室

### 委員會
- 依據《辯護士法（日语：弁護士法）》責任而成立的委員會
  - 資格審查會
  - 懲戒委員會
  - 綱紀委員會
  - 綱紀審查會

- 依據《外國律師處理法律事務特別處置法（日语：外国弁護士による法律事務の取扱いに関する特別措置法）》責任而成立的委員會
  - 外國法事務律師註冊審查會
  - 外國法事務律師懲戒委員會
  - 外國法事務律師綱紀委員會

- 依據會章會規而成立的常設委員會
  - 人權擁護委員會
  - 司法修習委員會
  - 司法制度調查會
  - 律師推薦委員會
  - 選舉管理委員會

- 依據會章會規而成立的委員會
  - 財務委員會（依據會計及資產相關規定而設立）

- 新會館管理和運營委員會
  - 會館運營委員會
  - 講堂管理運營委員會
  - 四會地代協議會

- 依據會規地82條並由常務理事會同意設立的特別委員會
  - 律師倫理委員會

- 其他的委員會
  - 律師業務改革研討會運營委員會

### 公設事務所
- 向日葵基金法律事務所（日语：ひまわり基金法律事務所）[7]

### 外圍團體
- 公益財團法人日辯聯交通事故咨詢中心
- 日本律師國民年金基金會
- 公益財團法人日辯聯法務研究基金會（日语：日弁連法務研究財団）
- 日本知識產權仲裁中心（日语：日本知的財産仲裁センター）

## 業務範圍
日本辯護士聯合會除了負責對日本律師、律師法人及律師公會的指導、聯絡和監督等工作外，還負責處理律師公會入會資格審查及懲戒等工作，同時亦負責監督外國法事務律師的相關工作。 並且日辯聯還會定期召開針對律師的強制性職業道德講座，也會結合日辯聯的日常法律實踐經驗來開展與各項社會制度建設有關的活動。

## 政治活動

### 夫婦別姓
日本辯護士聯合會之所以支持選擇性夫婦別姓制度在於一方面主要是女性律師會員在履行職務時對強制實行改姓制度的異議，另一方面則是日辯聯組織本身基於人權和信仰自由等多方面考慮。日辯聯曾多次發表會長聲明以支持包括夫婦別姓等在內的民法修訂。
日本辯護士聯合會對此的說明寫道，“《日本國憲法》第13條規定了個人的尊嚴，第24條則規定了婚姻必須建立在男女雙方皆同意的前提上；而相關婚姻法律也規定了必須立足於個人尊嚴和兩性平等的基礎而建立。姓名是一個人的人格表征，失去姓名就意味著無法再在社會立足。強制那些不希望改姓的人改變其姓氏是一種侵犯人格權的制度。絕大多數的日本夫妻選擇婚後改姓（2009年的數據為96.3%），而事實在不自願的情況下被迫改姓的是女性。民法第750條看似中立，但實際上是性別歧視的規定。引入選擇性夫婦別姓制度是符合憲法規定的做法。”

## 出版作品

### 官方報刊
| 報刊名          | 類型     | 創刊年份 | 簡介 |
| --------------- | -------- | -------- | --- |
| 自由與正義 （自由と正義） | 官方雜誌 | 1950年   | 除了刊登有關法律實務及與日辯聯、日本各律師公會相關問題的討論外，還會發佈會員律師的註冊、變更及懲戒等公告。該雜誌會派發給所有會員律師，同時也接受普通讀者的訂閱。 |
| 日辯聯新聞 （日弁連新聞） | 官方月報 | 1974年   | 以刊登日辯聯相關活動為主的月報。 |

### 出典
1. 1 2  . 日本弁護士連合会.   [2023-05-05]. （原始内容存档于2023-05-07）.
2. ↑  . 弁護士ドットコム株式会社.   [2023-05-05]. （原始内容存档于2023-01-27）.
3. ↑  . 二一会.   [2023-05-05]. （原始内容存档于2023-02-01）.
4. ↑  . 第二東京弁護士会.   [2023-05-05]. （原始内容存档于2023-05-07）.
5. ↑  . 外国法事務弁護士.   [2023-05-05]. （原始内容存档于2017-11-11）.
6. ↑   (PDF). 日本弁護士連合会.   [2023-05-05]. （原始内容存档 (PDF)于2023-05-06）.
7. ↑  . 日本弁護士連合会.   [2023-05-05]. （原始内容存档于2023-05-05）.
8. ↑  . 日本弁護士連合会.   [2023-05-06]. （原始内容存档于2023-05-06）.
9. ↑  日本弁護士連合会 (编). . 日本加除出版. 2011-04. ISBN 9784817839121.
10. ↑  民法改正を考える会 (编). . 全国官報販売協同組合. 2010-02-26. ISBN 9784903059327.
11. ↑  . 日本弁護士連合会.   [2023-05-06]. （原始内容存档于2023-05-06）.

### 文獻
- 秦郁彦. . 新潮社. 1999-06. ISBN 9784106005657.

## 外部連接
- 官方网站（日語）（英文）（简体中文）
- 日本辯護士聯合會的X（前Twitter）
- YouTube上的日本辯護士聯合會頻道
- 日本辯護士聯合會官方宣傳形象角色的Instagram帳戶
- 日本辯護士聯合會中小企業中心的Facebook專頁